# Erhard Schrempp
Erhard Schrempp (* 2. November 1910 in Gengenbach; † 29. August 1971 in Offenburg) war ein deutscher Politiker der CDU.
Schrempp, Sohn eines Wagnermeisters, hatte zwei Brüder und eine Schwester. In seiner Jugend gehörte er der katholischen Jugendbewegung, der Kolpingfamilie und dem Windthorstbund an. Nach dem Besuch der Volks- und der Bürgerschule in Gengenbach erlernte er den Beruf seines Vaters. In seiner Gesellenzeit zog er durch Deutschland, Österreich, die Schweiz und Frankreich. 1934 übernahm er den väterlichen Betrieb, ein Jahr später bestand er die Meisterprüfung an der Meisterschule in Kaiserslautern. Kurz nach Beginn des Zweiten Weltkriegs wurde er in den Heeresdienst eingezogen, ab 1942 gehörte er einer Pioniereinheit an, die in Russland und Finnland operierte.
1945, zum Ende des Krieges und seiner Freilassung aus der Kriegsgefangenschaft, kehrte er nach Gengenbach zurück. In seiner Heimatstadt beteiligte er sich an der Gründung des Ortsverbandes der Badisch-Christlich-Sozialen Volkspartei (BCSV), die später in der CDU aufging. Am 15. September 1946 wurde er in den Gengenbacher Gemeinderat gewählt. Eine Woche später, am 22. September 1946, wählte ihn der Gengenbacher Gemeinderat mit fünf zu drei Stimmen zum Bürgermeister von Gengenbach. Trotz seines Amtes als Bürgermeister führte er den Betrieb seines Vaters noch sechs Jahre weiter. Im Bürgermeisteramt wurde er 1948 (53,44 %), 1957 (59,11 %) und 1969 (55,91 %) bestätigt. Das Amt bekleidete er bis zu seinem Tod 1971. 1958, nur 13 Jahre nach dem Zweiten Weltkrieg, besiegelte er die Städtepartnerschaft zwischen Obernai und Gengenbach. Es war die erste Partnerschaft zwischen einer badischen und einer elsässischen Gemeinde. Er war auch Kreisvorsitzender des Verbandes Badischer Gemeinden und gehörte von Mai 1960 bis Ende August 1970 dem Kreistag des Landkreises Offenburg an, wo er auch als Kreisrat fungierte. Zudem war er aktiv im Gemeindeversicherungsverband, der Gebäudesicherungsanstalt und Vorsitzender des Badischen Waldbesitzerverbands. 1960 gründete er eine Arbeitsgemeinschaft für Geschichtsforschung und Denkmalpflege, dort bekleidete er das Amt des zweiten Vorsitzenden. Ebenfalls 1960 wurde er erstmals in den Landtag von Baden-Württemberg gewählt. Bei den Wahlen 1960, 1964 und 1968 gewann er jeweils das Direktmandat im Wahlkreis Offenburg. 1969 erkrankte er schwer, sodass er seine Tätigkeit bei der Arbeitsgemeinschaft aufgeben musste. 1970 legte er auch sein Landtagsmandat nieder, das von Robert Ruder übernommen wurde. Am 29. August 1971 starb Schrempp im Josefskrankenhaus in Offenburg an einem Herzinfarkt. Drei Tage später, am 1. September, wurde er auf dem Gengenbacher Friedhof beigesetzt.
Schrempp war ab 1942 mit Klara Katharina Hermann verheiratet. Das Paar hatte zwei Söhne und eine Tochter.

## Erfolge als Gengenbacher Bürgermeister
- Wiederaufbau des teilweise im Krieg zerstörten historischen Rathauses
- Ausweisung neuer Baugebiete in der Binzmatt und der Kinzigvorstadt
- Ansiedelung der Hukla durch steuerliche Erleichterungen
- Ansiedelung der der psychosomatischen Klinik vor der »Wolfslache«
- Initiative zur Gründung der Winzergenossenschaft Vorderes Kinzigtal
- Bau des Freibads
- Förderung des Fremdenverkehrs durch die Schaffung eines Fremdenverkehrsbüros und die Gründung des Verkehrsvereins
- Ausbau von gärtnerischen Anlagen und das Anbringen von Blumenkästen in der Stadt
- Schaffung der Altstadtsatzung
- Ausweisung von Landschaftsschutzgebieten am Bergle und dem Nollenköpfle
- Schaffung des Museums im Haus Löwenberg
- Bau der Volkshochschule
- Erweiterung der Schule am Nollen
- Neubau eines Kindergartens in der Binzmatt
- Neubau des Gymnasiums in der Kinzigvorstadt
- Bau der Krähenäckerle-Grundschule
- Erweiterung des Krankenhauses
- Bau des Feuerwehrhauses
- Initiative zur Wiedergründung der Bürgergarde
- Einführung der Jungbürgerfeier
- Festakt zum 600. Geburtstag der Stadt 1960 mit Ministerpräsident Kurt Georg Kiesinger
- Bau des Kinzigstadions
- Besiegelung der Städtepartnerschaft zwischen Gengenbach und Obernai 1958